# Lijst van burgemeesters van Woudenberg
Dit is een lijst van burgemeesters van de Nederlandse gemeente Woudenberg in de provincie Utrecht.
| Ambtsperiode                         | Naam burgemeester                           | Partij of stroming | Bijzonderheden                 |
| ------------------------------------ | ------------------------------------------- | ------------------ | ------------------------------ |
| 1557                                 | Peter Adriaensz van Triest                  |                    | Schout                         |
| 14 maart 1587                        | F. (Frans) Jansz van Ravesloot              |                    | Schout                         |
| 14 maart 1587 - 1630                 | F. (Frans) Adriaansz van Triest             |                    | Schout                         |
| 1630 - 1650                          |                                             |                    | Schout                         |
| 1650 - 1660                          | S. (Simon) van Weerdenburg                  |                    | Schout                         |
| 1660 - 1670                          |                                             |                    | Schout                         |
| 1670 - 16??                          | F. (Frederick) van Beeck                    |                    | Schout                         |
| 1675 - 1680                          | G. (Gijsbert) van Wolfswinckel              |                    | Schout                         |
| 1681 - 1717                          | J. (Jean) Bourgeois                         |                    | Schout                         |
| 1719 - 1768                          | H. (Hendrick) de Sandra                     |                    | Schout                         |
| 1768 - 1772                          | I. (Isaac) Scheltus Ottoszoon               |                    | Substituut-schout              |
| 1772 - 1798                          | W. (Willem) Willemsz Lagerwey Junior        |                    | Schout                         |
| 1798 - 1802                          |                                             |                    | Schout                         |
| 1802 - 1803                          | W. (Willem) Willemsz Lagerwey Junior        |                    | Schout                         |
| 1803 - 1809                          | M. (Matthijs) van Geijtenbeek               |                    | Schout                         |
| 1809 - maart 1811                    | H. (Hendrik) Lagerwey Mz                    |                    | Schout                         |
| maart 1811 - 1 januari 1812          | H. (Hendrik) Lagerwey Mz                    |                    | Substituut-maire               |
| 1 januari 1812 - mei 1813            | W.A. Abbema                                 |                    | Maire                          |
| mei 1813 - november 1813             | L.L.E. Bols                                 |                    | Maire                          |
| februari 1814 - januari 1816         | A. Koudijs                                  |                    | Schout                         |
| februari 1814 - januari 1816         | G. van Maanen                               |                    | Substituut-maire               |
| 1816 - 1835                          | H. (Hendrik) Lagerwey                       |                    |                                |
| 1836 - 1 september 1858              | M. (Matthijs) Lagerwey                      |                    |                                |
| 1 september 1858 - 1 mei 1870        | W.J. (Willem Jacob) Lagerwey                |                    |                                |
| 29 juni 1870 - 24 april 1872         | A.D.C. Clarion                              |                    |                                |
| 24 april 1872 - 1 juli 1905          | Johannes Bernardus de Beaufort ^*           |                    |                                |
| 5 september 1905 - 16 augustus 1943  | P.A.G. baron van Heeckeren van Brandsenburg |                    |                                |
| 16 augustus 1943 - 6 mei 1945        | J.P.A. de Monyé                             | NSB                |                                |
| 6 mei 1945 - 15 november 1945        | P.A.G. baron van Heeckeren van Brandsenburg |                    |                                |
| 16 november 1945 - 1 januari 1947    | P.A.G. baron van Heeckeren van Brandsenburg |                    | Waarnemend                     |
| 1 januari 1947 - 6 januari 1974      | J.A. Hosang                                 | CHU                | vanaf februari 1972 waarnemend |
| 16 januari 1974 - 1 januari 1981     | H.H. Zwart                                  | ARP                |                                |
| 1 januari 1981 - 1 juli 1985         | J. (Jan) de Pree                            | CDA                |                                |
| 1 juli 1985 - 1 januari 1994         | H. (Hugo) Harrewijn                         | CDA                |                                |
| 1 februari 1994 - 1 oktober 2002     | J.G.H. (Jan) Krajenbrink                    | CDA                |                                |
| 1 oktober 2002 - 1 september 2003    | A.B.L. (Aat) de Jonge                       | CDA                | Waarnemend                     |
| 1 september 2003 - 16 september 2004 | A.B.L. (Aat) de Jonge                       | CDA                |                                |
| 5 oktober 2004 - 15 oktober 2004     | W. (Pim) Blanken                            | CDA                | Waarnemend                     |
| 1 december 2004 - 30 september 2006  | R.L. (Roel) Boer                            | CDA                | Waarnemend                     |
| 1 januari 2007 - 7 maart 2012        | J.G.P. (Jan) van Bergen                     | PvdA               | Waarnemend                     |
| 8 maart 2012 - 31 mei 2021           | T. (Titia) Cnossen-Looijenga                | CU                 |                                |
| 1 juni 2021 - 11 januari 2022        | Y.P. (Yvonne) van Mastrigt                  | PvdA               | Waarnemend                     |
| 11 januari 2022 - heden              | M. (Magda) Jansen-van Harten                | CDA/partijloos     |                                |